# Большая Чернушка
Большая Чернушка — деревня в Арбажском районе Кировской области. 

## География
Находится на расстоянии примерно 12 километров по прямой на восток от районного центра поселка Арбаж.

## История
Известна в 1762 году как починок Черный за Пижмой. В 1873 году в починке было учтено дворов 10 и 130, в 1905 30 и 196, в 1926 в деревне было дворов 34 и жителей 164, в 1950 31 и 145. В 1989 году проживал 1 постоянный житель . До января 2021 года входила в состав Арбажского городского поселения до его упразднения.

## Население
Постоянное население составляло 0 человек в 2002 году, 2 в 2010.